# Paratelmatobiinae
Sous-famille
Synonymes
- Crossodactylinae Fouquet, Blotto, Maronna, Verdade, Juncá, de Sá & Rodrigues, 2013

Les Paratelmatobiinae sont une sous-famille d'amphibiens de la famille des Leptodactylidae.

## Répartition
Les espèces de ses genres sont endémiques du Brésil.

## Liste des genres
Selon Amphibian Species of the World (10 juin 2017) :
- Crossodactylodes Cochran, 1938
- Paratelmatobius Lutz & Carvalho, 1958
- Rupirana Heyer, 1999
- Scythrophrys Lynch, 1971

## Publications originales
- Fouquet, Blotto, Maronna, Verdade, Juncá, de Sá & Rodrigues, 2013 : Unexpected phylogenetic positions of the genera Rupirana and Crossodactylodes reveal insights into the biogeography and reproductive evolution of leptodactylid frogs. Molecular Phylogenetics and Evolution in press, vol. 67, no 2, p. 445–457.
- Ohler & Dubois, 2012 : Validation of two familial nomina nuda of Amphibia Anura. Alytes, Paris, vol. 28, p. 162–167 (texte intégral).